# 人妖
人妖原常指对泰国变性人的蔑称，现今还是一种對跨性別女性的冒犯稱呼，尤其常指未進行男跨女的性别肯定手術的人，通常是貶義詞。

## 起源与用法
南齊東陽女子婁逞，變服詐為丈夫。粗會棋博，解文義。遊公卿門。仕至揚州從事而事洩。明帝令東還，始作婦人服，嘆曰：「有如此伎，還為老嫗，豈不惜哉。」史臣曰：「此人妖也。陰為陽，事不可。」

（南齐东阳女子娄逞，变换服饰假扮男子，略懂棋，通懂文义，遍历公卿门第。做官做到扬州从事但事情败露了。齐明帝让她东归，（她）才穿上女人的服装。她叹道：「（我）有如此技艺，回去当老妇人，难道不可惜吗？」史臣说：「这是人妖。女做男，此事是不可以的。」）——《南史·崔慧景传》
“人妖”是中文中常用的一种蔑称，原意指女扮男、外貌行为不符合社会规范的女子。
因18世紀清代成書的《聊齋誌異》最終一回《人妖》中感人的故事而較為人知。
由於古代沒有變性手術，在過去是指服裝上等的男扮女、女扮男、行為怪異的人，但對於經常易裝的戲子則沒有此說。

### 英語
英文中「Tranny」是對跨性別者的貶抑稱呼，尤其常指跨性別女性。

## 大眾文化
- 《ONE PIECE》（1997）：巴洛克華克的馮克雷擅長使用「人妖拳法」。後來更出現「人妖王」伊娃柯夫。